# Михайлівка (Любарська селищна громада)
Миха́йлівка— село в Україні, у Житомирському районі Житомирської області. Входить до складу Любарської селищної громади. Населення становить 172 осіб.

## Історія
У 1906 році село Красносільської волості Житомирського повіту Волинської губернії. Відстань від повітового міста 73 верст, від волості 7. Дворів 85, мешканців 503.

## Населення

### Мова
Розподіл населення за рідною мовою за даними перепису 2001 року:
| Мова       | Кількість | Відсоток |
| ---------- | --------- | -------- |
| українська | 171       | 99.42%   |
| румунська  | 1         | 0.58%    |
| Усього     | 172       | 100%     |

## Загальна інформація
Село Михайлівка входить до складу Любарської селищної громади, Веселківського сільського староства Любарського району Житомирської області, розташоване на схід від районного центру, за 2 км від автомобільного шляху Любар — Житомир. Назва села не змінювалась. Історичних й архівних матеріалів про походження і виникнення села немає.
За переказом старожилів тут, де розташоване село, був ліс. Сюди, після розгрому одного з поселень на півдні Любара, прибув з сім'єю селянин на ім'я Михайло. Він вирубав і викорчував ділянку лісу, збудував будинок. Через деякий час виріс тут хутір з 8 хат, який на честь засновника селянина-втікача назвали Михайлівка.
Хутір увесь час зростав і на початку XVIII ст. виріс в село, у якому було 45 дворів. Хати села були витягнуті в одну вулицю по обидві сторони.
Першим поміщиком в селі був Нецінський, маєток якого був розташований у східній частині села. Опісля весь маєток купив великий землевласник Михайло Петровський, який по архівних документах згадується в 1888 році. Згодом все своє володіння він передав своєму зятеві Глембоцькому, який залишив у маєтку дружину Єву, сам виїхав у Київ[джерело?].
В 1913 році був орендарем в селі селянин-куркуль Бондарчук Павло Львович[джерело?]. Селяни, які користувались землями відробляли панщину. Були також двори, котрі панщину і не відробляли — вони ходили на роботу і отримували за те платню.
В березні місяці 1917 року частину поміщицького маєтку було спалено. Організаторів цього підпалу ніхто не знає.
У 1918 році (після того як у 1917 році землі перейшли у власність селян) в селі була створена Рада солдатських і селянських депутатів, яка пізніше була об'єднана в одну сільську Раду в с. Вищикусах (Веселка), яка іменувалась Вищикуська сільська Рада.
Відкрита школа в селі була тільки в 1920 році (4 класи).
Під час НРВ німецькими загарбниками були спалені 105 хат колгоспників, школа, кантора колгоспу, баня, крамниця. Були вивезені в Німеччину на каторгу 20 молодих юнаків і дівчат.
Активну участь у боротьбі проти німецьких загарбників брали всі чоловіки, здатні носити зброю. З війни не повернулись 35 жителів с. Михайлівка. В боях за село Михайлівка загинуло 58 чоловік, які поховані в братських могилах цього села.